# Železniška proga Prvačina–Ajdovščina
Železniška proga Prvačina–Ajdovščina je ena izmed železniških prog, ki sestavljajo železniško omrežje v Sloveniji.
Železniška povezava med Gorico in Ajdovščino je bila zgrajena leta 1902, v obdobju, ko so se gradile številne lokalne proge na slovenskem ozemlju. Načrtovali so njeno podaljšanje na Notranjsko in spojitev z Južno železnico med Ljubljano in Trstom, vendar načrtov niso nikdar izvedli. 
V začetku 21. stoletja je ena izmed variant za hitro progo med Barcelono in Kijevom predvidela tudi podaljšek proge do Vipave in nato okoli 60 km dolg predor do Vrhnike. Tudi ta zamisel je bila hitro opuščena.